# Pierre II Ballard
Pour les articles homonymes, voir Pierre Ballard et Ballard.
Pierre II Ballard, né entre 1607 et 1617 et mort après 1651, est un imprimeur parisien.
Il est fils de Pierre I Ballard  et de Sansonne Coulon. Établi comme imprimeur rue des Carmes à Paris, il n'a laissé son nom sur aucune publication.
Il est marié tout d'abord à Isabelle Antoine, puis en novembre 1635 avec Françoise Maudiné. Ses parents n'ayant été témoins d'aucun de ses mariages, il semble qu'il se soit brouillé avec ses parents. C'est son frère aîné Robert III Ballard qui reprendra l'atelier de son père Pierre I, spécialisé dans l'édition musicale.